# Языково (Алексеевский район)
Языково — деревня в Алексеевском районе Татарстана. Входит в состав Ялкынского сельского поселения.

## География
Находится в западной части Татарстана на расстоянии приблизительно 29 км по прямой на юго-юго-запад от районного центра Алексеевское у речки Актай.

## История
Известна с 1710 года.

## Население
Постоянных жителей было: в 1782 — 57 душ мужского пола, в 1859 — 194, в 1897 — 199, в 1908 — 267, в 1920 — 267, в 1926 — 217, в 1938 — 208, в 1949 — 190, в 1958 — 175, в 1970 — 169, в 1979 — 115, в 1989 — 83, в 2002 — 83 (русские 100 %), 73 — в 2010.